# گپ سون ما
گپ سون ما (انگلیسی: Our Gap-soon; کره‌ای: 우리 갑순이) مجموعه تلویزیونی محصول کره جنوبی سال ۲۰۱۶ با بازی کیم سو اون و سونگ جه ریم است. این نخستین باری است که یک زوج مجازی از برنامهٔ شبکه ام‌بی‌سی به نام ما ازدواج کردیم، به عنوان بازیگران اصلی در یک مجموعه تلویزیونی ایفای نقش می‌کنند. این مجموعه از ۲۷ اوت ۲۰۱۶ تا ۳۰ اکتبر ۲۰۱۶، روزهای شنبه و یکشنبه ساعت ۲۰:۴۵ (کی‌اس‌تی) از اس‌بی‌اس و سپس دو قسمت در روز، شنبه‌ها از ۵ نوامبر ۲۰۱۶ تا ۸ آوریل ۲۰۱۷ پخش شد. این تغییر باعث افزایش آمار بینندگان شد و تمدید مجموعه برای ۱۱ قسمت دیگر شد و در نهایت با ۶۱ قسمت به پایان رسید.

## بازیگران

### اصلی
- کیم سو اون در نقش شین گپ سون (۲۹ سال)[۱۰]
- سونگ جه ریم در نقش هو گپ دول (۲۹ سال)[۱۱]